# Cool & Dre
Cool & Dre ist ein US-amerikanisches Hip-Hop-Produzenten-Duo aus Miami, Florida, bestehend aus Cool und Dre.

## Karriere
Cool & Dre fanden ihren Einstieg in das Musikgeschäft als Partner von Fat Joe, für den sie regelmäßig Lieder produzierten. Diese Produktionen fielen einigen Verantwortlichen der Musikindustrie auf, woraufhin Cool & Dre Anfragen von weiteren bekannten Rappern bekamen. 2005 hatten sie schließlich ihren Mainstream-Durchbruch mit The Games Gold-Hit Hate It or Love It. Daraufhin folgten Produktionen für zahlreiche weitere Künstler aus dem Hip-Hop- und Contemporary-R&B-Genre, unter anderem für Juvenile, Busta Rhymes, Lil Wayne, Jagged Edge und Tyga.

## Produktionen (Auswahl)
- 2004: New York von Ja Rule featuring Fat Joe & Jadakiss auf R.U.L.E.
- 2005: Hate It or Love It von The Game featuring 50 Cent auf The Documentary
- 2005: So Much More von Fat Joe auf All or Nothing
- 2006: Rodeo von Juvenile auf Reality Check